# Alma mater
Alma mater je latinski izraz, koji se zadnjih sto godina koristi umjesto izraza "moje sveučilište".
Alma Mater Europaea je međunarodno sveučilište, kojeg je osnovala Europska akademija znanosti i umjetnosti sa sjedištem u Salzburgu. Studijske centre ima u različitim gradovima Europe i preko slovenskog kampusa u Mariboru na kojem studiraju i studenti iz Hrvatske. 
Izvorno na latinskom izraz Alma mater znači "Majka hraniteljica". Korišten je u antičkom Rimu kao naslov za boginju majku, međutim još češće je korišten u srednjovjekovnom kršćanstvu kao naziv za Djevicu Mariju. 